# Hans Stern
Hans Stern (Essen, 1922. október 1. – Rio de Janeiro, 2007. október 26.) német születésű brazil zsidó ékszerész és vállalkozó. A nemzetközileg elismert férfit a The New York Times „a színes drágakövek királyának” nevezte.

## Élete
Stern 1922. október 1-én született a németországi Essenben. A második világháború kitörésekor Brazíliába menekült, ahova 17 évesen zsidó menekültként érkezett. 1958-ban vette feleségül Ruth-ot, akitől négy gyermeke született: Roberto, Ricardo, Ronaldo és Rafael.

### Karrier
Stern karrierjét a drágakőiparban kezdte, amikor a Rio de Janeiro-i telephelyű Cristab-nál kezdett dolgozni, ami drágaköveket és ásványokat exportált Brazíliából. Stern Minas Gerais megyébe utazott, ahol megismerkedett a helyi bányászokkal, valamint az ott bányászott drágakövekkel, mint például topázzal, turmalinnal és ametiszttel. Elbűvölte Brazília vibráló ékkövei és elhatározta, hogy nemzetközileg is népszerűsíteni fogja őket a külföldi utazók köreiben. Hogy megtehesse ezt, egy új céget alapított. Stern 1945-ben megalapította a H. Stern céget, hogy brazil drágakövekkel kereskedhessen. Akkoriban nem volt nagy kereslete a brazil drágaköveknek, mégis a cég egy multinacionális ékszerbirodalommá nőtt. Számos fiatal brazil ékszerész kitaníttatásával a H. Stern piaci hitelességhez és vevőkhöz jutott. Stern jelentősen elősegítette a brazil ékszerész üzletág nemzetközi szintűvé válását.
2007 végétől 160 családi kézben lévő boltja volt a cégnek 13 országban és további 150 19 másik országban. A cég ékszerei és drágakövei szerepeltek számos nemzetközi divatmagazinban, többek között a Vogue-ban, Marie Claire-ben és az Elle-ben.
Stern kedvenc drágaköve a turmalin volt, ami általában megtalálható Minas Gerais megyében.

### Halála
Hans Stern 2007. október 26-án hunyt el a Rio de Janeiro-ban 85 éves korában, halála előtt kórházban ápolták.

## Fordítás
- Ez a szócikk részben vagy egészben  a   Hans Stern című angol Wikipédia-szócikk ezen változatának fordításán alapul.  Az eredeti cikk szerkesztőit annak laptörténete sorolja fel. Ez a jelzés csupán a megfogalmazás eredetét és a szerzői jogokat jelzi, nem szolgál a cikkben szereplő információk forrásmegjelöléseként.

## Külső hivatkozások
- A H. Stern hivatalos oldala (angolul)
- New York Times: Hans Stern Dies at 85; Built Global Jewelry Empire (angolul)
- Wall Street Journal: Hans Stern (1922 - 2007); He Mined a Passion for Brazil To Create Global Market for Its Gems (angolul)
- International Herald Tribune: Jeweler Hans Stern, Brazil's 'king of the colored gems,' dies at 85 (angolul)
- Canadian Press: Jeweller Hans Stern, Brazil's 'king of the coloured gems,' dies at 85 (angolul)